# Andreas Früwirth
Andreas Früwirth, O.P. (Estíria, 21 de agosto de 1845 — Roma, 9 de fevereiro de 1933) foi Mestre-geral da Ordem dos Pregadores (1891-1904), foi professor de direito e administrador. Núncio apostólico em Munique entre 1907 e 1916 e nomeado cardeal em 1915. De 1916 a 1927 foi chanceler do Vaticano. Foi um grande impulsionador da divulgação das obras de Tomás de Aquino e Alberto Magno, bem como dos estudos históricos sobre a sua Ordem.

## Biografia
Ele nasceu em Sankt Anna am Aigen o de 21 de agosto de 1845. Batizado com o nome de Franz, ele tomou o nome de Andreas a 13 de setembro de 1863, ao ser admitido na Ordem dos Pregadores em Graz. Ele fez sua profissão religiosa em 12 de setembro de 1864.
Ele estudou teologia e filosofia em Graz e no Colégio de São Tomas em Roma: foi ordenado sacerdote em Graz em 5 de Julho de 1868 .
Foi professor de teologia na Universidade Dominicana em Graz. Foi prior do seu convento de 1872 a 1875, e prior do convento de Viena de 1876 a 1880, provincial da Áustria-Hungria de 1880 a 1891. Em 19 de setembro de 1891 o Capítulo Geral da sua Ordem realizado em Lyon elegeu-o Mestre-geral da Ordem dos Pregadores ; ocupou o cargo até 21 de Maio 1904.
Foi visitador apostólico do mosteiro de Cónegos Regrantes de Klosterneuburg e consultor para a Suprema Congregação do Santo Ofício. Em 26 de outubro de 1907, foi nomeado nuncio apostólico na Baviera.
Em 5 de novembro de 1907 foi eleito arcebispo titular de Heraklion na Europa . Foi consagrado bispo em 30 de novembro de 1907 no Colégio Igreja Teutônico de Santa Maria da Alma em Roma pelo Cardeal Merry del Val , assistido pelos bispos Diomede Panici e Giuseppe Cecchini .
Papa Bento XV elevou-o ao cargo de  cardeal no consistório de 6 de dezembro de 1915. Foi o primeiro sacerdote de Santos Cosme e Damião, e depois, a partir de 1927, sacerdote de São Lourenço em Dâmaso.
Em 1916 ele se aposentou do cargo de núncio na Baviera .
Em 1925 ele foi nomeado penitenciário maior da Penitenciaria Apostólica.
Em 1927 , foi nomeado chanceler da Chancelaria Apostólica .
Morreu em 9 de fevereiro de 1933, aos 87 anos, e esta enterrado na igreja paroquial de St. Anna am Aigen.

## Genealogia episcopal
- Cardeal Scipione Rebiba
- Cardeal Giulio Antonio Santorio
- Cardeal Girolamo Bernerio, O.P.
- Arcebispo Galeazzo Sanvitale
- Cardeal Ludovico Ludovisi
- Cardeal Luigi Caetani
- Cardeal Ulderico Carpegna
- Cardeal Paluzzo Paluzzi Altieri degli Albertoni
- Papa Bento XIII, O.P.
- Papa Bento XIV
- Papa Clemente XIII
- Cardeal Bernardino Giraud
- Cardeal Alessandro Mattei
- Cardeal Pietro Francesco Galleffi
- Cardeal Giacomo Filippo Fransoni
- Cardeal Carlo Sacconi
- Cardeal Edward Henry Howard
- Cardeal Mariano Rampolla del Tindaro
- Cardeal Rafael Merry del Val y Zulueta
- Cardeal Andreas Frühwirth, O.P.

### Sucessão apostólica
- Cardeal Franziskus von Bettinger (1909)
- Bispo Hermann Joseph (Thomas) Esser, O.P. (1917)
- Arcebispo  Lorenzo Schioppa (1920)
- Arcebispo  Antonino Zecchini, S.J. (1922)